# Nicolae N. Mihăileanu
Nicolae N. Mihăileanu (n. 28 noiembrie/11 decembrie 1912, Constanța, România – d. 1998) a fost un profesor de matematică din România.
A activat la catedra de geometrie diferențială și topologie de la Facultatea de matematică-mecanică a Universității din București, unde a predat geometria analitică și elemente de algebră liniară și geometrie diferențială.
În 1996 a fost numit membru de onoare al Societății Balcanice a Geometrilor.

## Premii
- Premiul V. Cristescu [4]

## Cărți
- Teme de matematică. Alfa și beta - vol. I
- Probleme de matematică (cu Constantin Ionescu Țiu)
- Complemente de algebră elementară
- Complemente de geometrie sintetică (1965)
- Utilizarea numerelor complexe în geometrie (1968)
- Culegere de probleme de geometrie analitică și diferențială (coautor)
- Culegere de probleme de geometrie sintetică și proiectivă (coautor) (1971)
- Elemente de geometrie proiectivă (1966)
- Geometria diferențială neeuclidiană
- Geometrie analitică, proiectivă și diferențială (1971)
- Geometrie analitică, proiectivă și diferențială 1972: Complemente
- Geometrie diferențială neeuclidiană (1964)
- Introducere în teoria relativității (1978) (coautor)
- Istoria matematicii, vol. 1, vol. 2, Editura Științifică și Enciclopedică; București, 1974, 1981
- Matematici clasice și moderne (coautor)